# Rojas de Cuauhtémoc
Rojas de Cuauhtémoc là một đô thị thuộc bang Oaxaca, México. Năm 2005, dân số của đô thị này là 964 người.